# Larry Cohen
Lawrence "Larry" Cohen, född 15 juli 1936 i Washington Heights på Manhattan i New York, död 23 mars 2019 i Los Angeles, Kalifornien, var en amerikansk filmregissör och manusförfattare.
Han inledde sin karriär som manusförfattare för olika tv-serier under 1960-talet och debuterade som regissör med filmen Bone (1972). Därefter gjorde han två blaxploitationfilmer, Black Caesar (1973) och Hell Up in Harlem (1973), innan han gjorde sin första skräckfilm, Det lever (1974). Denna film om mördarbebisar kom att följas av två uppföljare. Under 1980-talet fortsatte han regissera humoristiska skräckfilmer som Varulv på villovägar och Mördande dessert. Han gjorde även Salem's Lot - återkomsten, uppföljaren till Stephen King-filmatiseringen Salem's Lot. Han skrev även manus till Torpeden (1987).
Under 1990-talet regisserade han endast tre filmer men skrev betydligt fler, bland annat två Ed McBain-filmatiseringar för TV och Sidney Lumets Skyldig som synden (1993). Han fick ett nytt genombrott som manusförfattare med filmen Phone Booth (2002, regisserad av Joel Schumacher). Därefter har han skrivit Final Call och Captivity. Han har även regisserat, dock ej skrivit, avsnittet Pick Me Up för tv-serien Masters of Horror.

## Filmografi i urval (regi och manus)
- 1972 - Bone
- 1973 - Black Caesar
- 1973 - Hell Up in Harlem
- 1974 - Det lever
- 1976 - Demonen
- 1978 - Det lever igen
- 1981 - Varulv på villovägar
- 1985 - Mördande dessert
- 1987 - Salem's Lot - återkomsten
- 1987 - Det lever ännu
- 1989 - En häxa till styvmorsa